# Novotvorenice
Novotvorenice ili neologizmi (grč. νεολογισμός; néos = nov, lógos  = riječ) nove su riječi koje još nisu potpuno postale dijelom aktivnog leksika. 

## Vrste novotvorenica
- novotvorenice nastale zbog izvanjezičnih čimbenika (tehnička i znanstvena dostignuća, otkrića, izumi, društvene pojave)

padobran, računalo, samoposluživanje, višestranačje, željeznica, neboder
- novotvorenice nastale zbog purističkih nastojanja, ali su prevladale posuđenice

televizija > dalekovidnica, telefon > brzoglas
mobitel > nosiglas, turizam > putničarstvo, invazija > velenapadaj, akumulator > munjosprem
- nekadašnje novotvorenice za koje se danas i ne osjeća da su kasno stvorene (također uglavnom iz purističkih razloga, ali su prihvaćenije)

dvogled > dalekozor, demonstrant > prosvjednik, vešmašina > perilica, 
- prevedenice ili kalkovi, riječi nastale doslovnim prevođenjem

rukopis, pravopis, zemljopis, vodopad, nadčovjek, kolodvor, neboder
- novotvorenice nekih pisaca koje nisu zaživjele, svojevrsni nekrotizmi

nadsvinja (Ranko Marinković), čovjetina (Marinković), vidikogledači (Ivan Slamnig)

## Purizam i neologizmi
Jezični su puristi stvorili brojne novotvorenice, neke su prihvaćene, a neke nisu. Brojne je kovanice izmislio vrsni jezikoslovac Bogoslav Šulek:
znakoslov(l)je, kisik, vodik, sumpor, silicij, gradilište, kratkovid, spolnost, ratarstvo, vrhovništvo, školstvo, novovjerac...
kolnica (remiza), obavljač (funkcionar), samovlast (apsolutizam), spojitost (kontinuitet), sjedo (sediment), mnogovezje (polisindeton), samokup (monopol)...
Šuleka se naziva ocem hrvatskoga znanstvenog nazivlja, a jedan je od najvažnijih osoba zaslužnih za razvoj hrvatskoga jezika i stvaranje hrvatskih novotvorenica umjesto tuđica i posuđenica.